# Žabovřesky
Žabovřesky är en ort i Tjeckien.   Den ligger i regionen Södra Böhmen, i den sydvästra delen av landet, 120 km söder om huvudstaden Prag. Žabovřesky ligger 398 meter över havet och antalet invånare är 405.
Terrängen runt Žabovřesky är platt åt nordost, men åt sydväst är den kuperad.Runt Žabovřesky är det ganska glesbefolkat, med 42 invånare per kvadratkilometer. Närmaste större samhälle är České Budějovice, 10,6 km öster om Žabovřesky. I omgivningarna runt Žabovřesky växer i huvudsak blandskog.